# Acrotylus fischeri
Acrotylus fischeri är en insektsart som beskrevs av Azam 1901. Acrotylus fischeri ingår i släktet Acrotylus och familjen gräshoppor. Inga underarter finns listade i Catalogue of Life.